# جاك فيرغسون
جاك فيرغسون (بالإنجليزية: Jack Ferguson) هو سياسي أسترالي، ولد في 4 سبتمبر 1924 في أستراليا، وتوفي في 17 سبتمبر 2002 في سيدني في أستراليا بسبب مرض. حزبياً، نشط في حزب العمال الأسترالي. وقد انتخب عضو الجمعية التشريعية نيو ساوث ويلز.